# Saint-Georges-d'Elle
Saint-Georges-d'Elle is een gemeente in het Franse departement Manche (regio Normandië) en telt 374 inwoners (2005). De plaats maakt deel uit van het arrondissement Saint-Lô.

## Geografie
De oppervlakte van Saint-Georges-d'Elle bedraagt 8,9 km², de bevolkingsdichtheid is 42,0 inwoners per km².
De onderstaande kaart toont de ligging van Saint-Georges-d'Elle met de belangrijkste infrastructuur en aangrenzende gemeenten.

## Demografie
Onderstaande figuur toont het verloop van het inwonertal (bron: INSEE-tellingen).
1. ↑  Populations de référence 2022.